# Flemming Rasmussen
Flemming "Razz" Rasmussen (nacido en 1958) es un ingeniero y productor danés. Es dueño y fundador de los estudios Sweet Silence en Copenhague, Dinamarca.

## Biografía
A lo largo de su carrera ha trabajado principalmente en la música heavy metal, alcanzando gran reputación como ingeniero y coproductor de los discos del grupo Metallica Ride the Lightning (1984), Master of Puppets (1986) y ...And Justice for All (1988).
Si bien recibió elogios de la crítica por los dos primeros, ...And Justice for All tuvo una recepción mixta, principalmente debido a las insinuaciones de que el bajo se había mezclado incorrectamente. Sin embargo, fue Lars Ulrich el que pidió bajar el volumen del bajo en la mezcla final, debido a que "no era distinguible de la guitarra rítmica y las frecuencias de esta última colisionaba constantemente con las frecuencias del bajo", como asegura Steve Thompson, quien mezcló el álbum (aunque se insinúa que el bajo podría haber sido removido por el fallecimiento dos años antes de Cliff Burton, bajista que era una persona importante para todos los miembros de la banda y que tuvo que ser bruscamente reemplazado para seguir con las giras en 1986). Aquella fue la última vez que Rasmussen trabajó con la banda. Independientemente de la recepción del álbum, Ulrich saltó de alegría después de la grabación, pensando que era el disco que siempre quiso hacer.
Produjo los álbumes Covenant de Morbid Angel; Imaginations from the Other Side, The Forgotten Tales y Nightfall in Middle-Earth de Blind Guardian; By Inheritance de Artillery y Iron de Ensiferum, entre otros.
Rasmussen ganó un Grammy por la producción de la canción "One" de Metallica en 1989. En 1994, los Grammy de Dinamarca lo reconocieron como productor del año por su trabajo en Glamourpuss de Sort Sol.
Flemming trabajó con Evile en su disco debut Enter the Grave en 2007.
- Datos: Q372728